# Rins

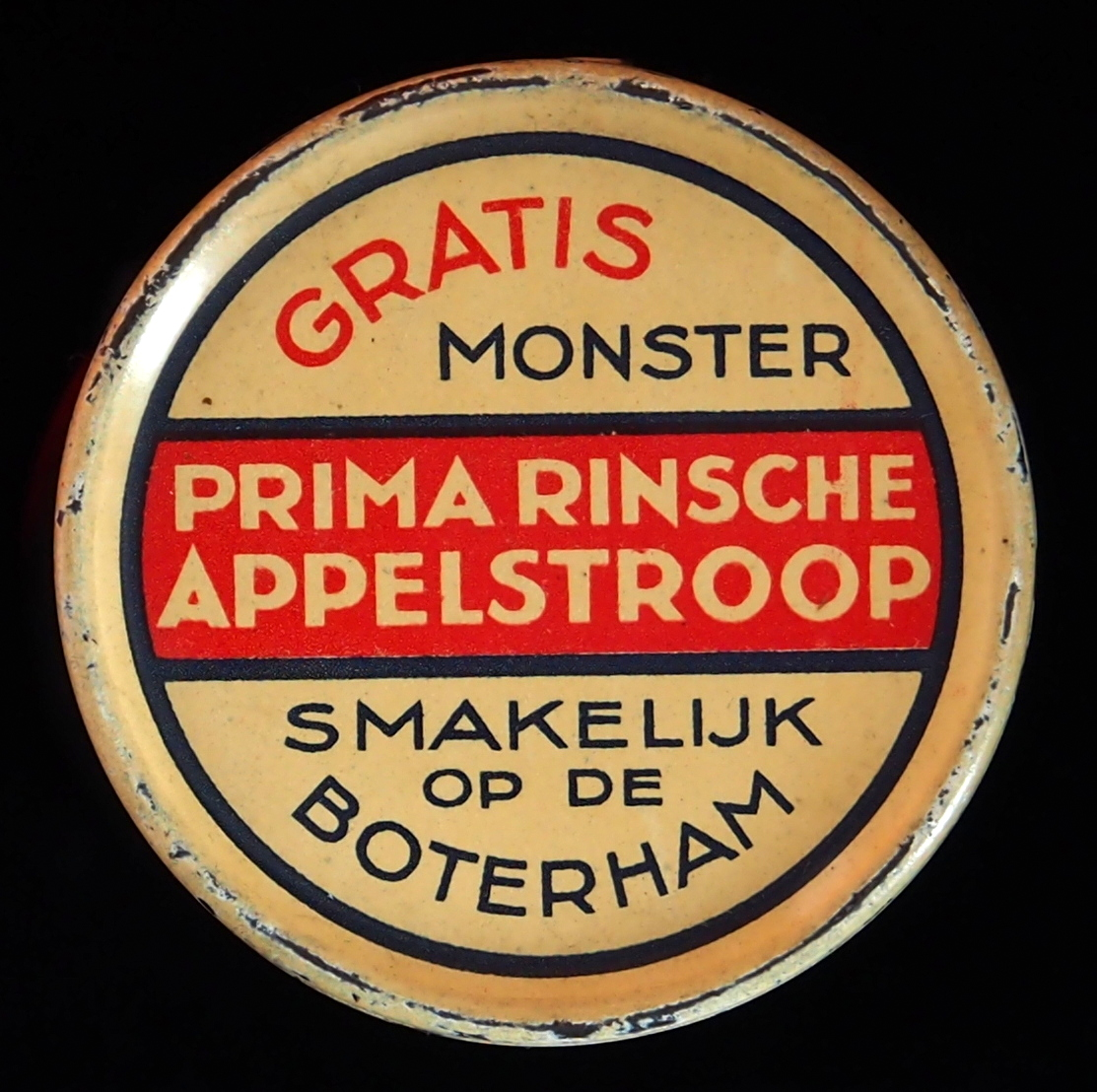
deksel van blik

Rins is een complexe smaak die wordt ervaren als licht zuur, heel licht bitter en enigszins zoet. Het woord wordt vooral gebruikt in de combinatie "Rinse  appelstroop", een stroop van appels en suikerbieten. Die bieten zorgen voor het zoete en bittere en verlichten het zure van de appel. Het woord is afgeleid van Rijns en verwijst naar de smaak van Rijnwijn, een witte wijn die van oudsher werd gemaakt van de elblingdruif.